# Aantal transistors

De grafiek van het aantal transistors tegen introductiejaar. De lijn geeft aan dat het aantal transistors elke 2 jaar verdubbelt.

Het aantal transistors is de meest gebruikelijke maat voor de complexiteit van geïntegreerde schakelingen (IC's, van het Engelse integrated circuit). De transistor is het kleinste schakelelement in een IC en volgens de wet van Moore groeit het aantal transistors van geïntegreerde schakelingen exponentieel. Op de meeste moderne microprocessoren bevindt de meerderheid van de transistors zich in de caches.

## Aantal transistors

### Microprocessors
| Processor                                              | Aantal transistors | Introductiejaar | Fabrikant        | Proces  | Oppervlakte            |
| ------------------------------------------------------ | ------------------ | --------------- | ---------------- | ------- | ---------------------- |
| Intel 4004                                             | 2 300              | 1971            | Intel            |         |                        |
| Intel 8008                                             | 3 500              | 1972            | Intel            |         |                        |
| Intel 8080                                             | 4 500              | 1974            | Intel            |         |                        |
| Intel 8088                                             | 29 000             | 1979            | Intel            |         |                        |
| Motorola 68000                                         | 68 000             | 1979            | Motorola         |         |                        |
| Intel 80286                                            | 134 000            | 1982            | Intel            |         |                        |
| Intel 80386                                            | 275 000            | 1985            | Intel            |         |                        |
| Intel 80486                                            | 1 200 000          | 1989            | Intel            |         |                        |
| Pentium                                                | 3 100 000          | 1993            | Intel            |         |                        |
| AMD K5                                                 | 4 300 000          | 1996            | AMD              |         |                        |
| Pentium II                                             | 7 500 000          | 1997            | Intel            |         |                        |
| AMD K6                                                 | 8 800 000          | 1997            | AMD              |         |                        |
| Pentium III                                            | 9 500 000          | 1999            | Intel            |         |                        |
| AMD K6-III                                             | 21 300 000         | 1999            | AMD              |         |                        |
| AMD K7                                                 | 22 000 000         | 1999            | AMD              |         |                        |
| Pentium 4                                              | 42 000 000         | 2000            | Intel            |         |                        |
| Atom                                                   | 47 000 000         | 2008            | Intel            |         |                        |
| Barton                                                 | 54 300 000         | 2003            | AMD              |         |                        |
| AMD K8                                                 | 105 900 000        | 2003            | AMD              |         |                        |
| Itanium 2                                              | 220 000 000        | 2003            | Intel            |         |                        |
| Cell                                                   | 250 000 000        | 2006            | Sony/IBM/Toshiba |         |                        |
| Core 2 Duo                                             | 291 000 000        | 2006            | Intel            |         |                        |
| AMD K10                                                | 463 000 000        | 2007            | AMD              |         |                        |
| Itanium 2, 9MB cache                                   | 592 000 000        | 2004            | Intel            |         |                        |
| Core i7 (Quad, Nehalem)                                | 731 000 000        | 2008            | Intel            |         |                        |
| POWER6                                                 | 789 000 000        | 2007            | IBM              |         |                        |
| Six-Core Opteron 2400                                  | 904 000 000        | 2009            | AMD              |         |                        |
| Dual-Core Itanium 2                                    | 1 700 000 000      | 2006            | Intel            |         |                        |
| Six-Core Xeon 7400                                     | 1 900 000 000      | 2008            | Intel            |         |                        |
| Quad-Core Itanium Tukwila                              | 2 000 000 000      | 2010            | Intel            |         |                        |
| 8-Core Xeon Nehalem-EX                                 | 2 300 000 000      | 2010            | Intel            |         |                        |
| 8-core Core i7 Haswell-E                               | 2 600 000 000      | 2014            | Intel            | 22 nm   | 355 mm²                |
| 10-core Xeon Westmere-EX                               | 2 600 000 000      | 2011            | Intel            | 32 nm   | 512 mm²                |
| Six-core zEC12                                         | 2 750 000 000      | 2012            | IBM              | 32 nm   | 597 mm²                |
| Apple A8X (tri-core ARM64 "mobile SoC")                | 3 000 000 000      | 2014            | Apple            | 20 nm   | 128 mm²                |
| Qualcomm Snapdragon 835 (octa-core ARM64 "mobile SoC") | 3 000 000 000      | 2016            | Qualcomm         | 10 nm   |                        |
| 8-core Itanium Poulson                                 | 3 100 000 000      | 2012            | Intel            | 32 nm   | 544 mm²                |
| 10-core Core i7 Broadwell-E                            | 3 200 000 000      | 2016            | Intel            | 14 nm   | 246 mm²                |
| Apple A10 Fusion (quad-core ARM64 "mobile SoC")        | 3 300 000 000      | 2016            | Apple            | 16 nm   | 125 mm²                |
| IBM z13                                                | 3 990 000 000      | 2015            | IBM              | 22 nm   | 678 mm²                |
| 12-core POWER8                                         | 4 200 000 000      | 2013            | IBM              | 22 nm   | 650 mm²                |
| Apple A11 Bionic (hexa-core ARM64 "mobile SoC")        | 4 300 000 000      | 2017            | Apple            | 10 nm   | TBD                    |
| 15-core Xeon Ivy Bridge-EX                             | 4 310 000 000      | 2014            | Intel            | 22 nm   | 541 mm²                |
| 8-core Ryzen                                           | 4 800 000 000      | 2017            | AMD              | 14 nm   | 192 mm²                |
| 61-core Xeon Phi                                       | 5 000 000 000      | 2012            | Intel            | 22 nm   | 720 mm²                |
| Xbox One main SoC                                      | 5 000 000 000      | 2013            | Microsoft/AMD    | 28 nm   | 363 mm²                |
| 18-core Xeon Haswell-E5                                | 5 560 000 000      | 2014            | Intel            | 22 nm   | 661 mm²                |
| Xbox One X (Project Scorpio) main SoC                  | 7 000 000 000      | 2017            | Microsoft/AMD    | 16 nm   | 360 mm²                |
| IBM z13 Storage Controller                             | 7 100 000 000      | 2015            | IBM              | 22 nm   | 678 mm²                |
| 22-core Xeon Broadwell-E5                              | 7 200 000 000      | 2016            | Intel            | 14 nm   | 456 mm²                |
| 32-core SPARC M7                                       | 10 000 000 000     | 2015            | Oracle           | 20 nm   |                        |
| 32-core Epyc 7601                                      | 19 200 000 000     | 2017            | AMD              | 14 nm   | 4 × 192 mm²            |
| 64-core Epyc 7742                                      | 38 000 000 000     | 2019            | AMD              | 7/14 nm | 8 × 74 mm²/1 × 416 mm² |

### GPU's
| Processor                     | Aantal transistors | Introductiejaar | Fabrikant | Proces |
| ----------------------------- | ------------------ | --------------- | --------- | ------ |
| G80 (GeForce 8800)            | 681 000 000        | 2006            | NVIDIA    | 90 nm  |
| RV770 (Radeon HD 4800)        | 956 000 000        | 2008            | AMD       | 55 nm  |
| GT200 (Tesla/GTX 280)         | 1 400 000 000      | 2008            | NVIDIA    | 55 nm  |
| Cypress (Radeon HD 5800)      | 2 154 000 000      | 2009            | AMD       | 40 nm  |
| GF100 (Fermi/GTX 480)         | 2 900 000 000      | 2010            | NVIDIA    | 40 nm  |
| GK104 (Kepler/GTX 680)        | 3 540 000 000      | 2012            | NVIDIA    | 28 nm  |
| GP104 (Pascal/GTX 1060)       | 4 400 000 000      | 2016            | NVIDIA    | 16 nm  |
| Polaris 10 (Radeon RX 480)    | 5 700 000 000      | 2016            | AMD       | 14 nm  |
| Navi 21 (RDNA2/Radeon 6900XT) | 26 800 000 000     | 2020            | AMD       | 7 nm   |
| MI100 (CDNA/Instinct MI100)   | 50 000 000 000     | 2020            | AMD       | 7 nm   |
| GA100 (Ampere/A100)           | 54 000 000 000     | 2020            | NVIDIA    | 7 nm   |

### FPGA
| FPGA          | Aantal transistors | Introductiejaar | Fabrikant |
| ------------- | ------------------ | --------------- | --------- |
| Virtex        | ~70 000 000        | 1997            | Xilinx    |
| Virtex-E      | ~200 000 000       | 1998            | Xilinx    |
| Virtex-II     | ~350 000 000       | 2000            | Xilinx    |
| Virtex-II PRO | ~430 000 000       | 2002            | Xilinx    |
| Virtex-4      | 1 000 000 000      | 2004            | Xilinx    |
| Virtex-5      | 1 100 000 000      | 2006            | Xilinx    |
| Stratix IV    | 2 500 000 000      | 2008            | Altera    |